# Motorola T720
El Motorola T720 es una línea de teléfonos móviles 2G. Es el primer teléfono de Motorola con pantalla en color. El BREW Motorola T720 original salió poco después de la primera ola de dispositivos BREW, el Kyocera 3035e y el Sharp Z-800.
La pantalla tiene una resolución de 120x160 con una paleta de colores de 12 bits (4096).
Las versiones Java ME pueden acceder a toda la longitud de la pantalla, mientras que las versiones BREW sólo permiten a las aplicaciones usar hasta 120x130. La versión Java ME está disponible en diversas variantes GSM y CDMA.
Las versiones CDMA del T720 fueron sucedidas por el poco actualizado T730, seguido por la más reciente serie V710. Los sucesores de las variantes GSM fueron el T725 y el T725e. Sin embargo, han sido eclipsados por los nuevos teléfonos de la serie V de Motorola, principalmente el V400, V500, V600 y sus variantes.

## Tecnología
- CDMA
- GSM
- BREW
- Java ME

- Datos: Q6024824